# Campanatura

Esempio di campanatura negativa.

Nei veicoli dotati di pneumatici la campanatura (indicata talvolta col termine anglosassone camber, da cui anche "camberaggio") è la misura dell'angolo compreso tra la verticale e il piano di mezzeria della ruota, osservando il veicolo davanti e con due ruote in posizione di marcia rettilinea.
Se le ruote hanno la parte superiore inclinata verso l'esterno della vettura, la campanatura si dice positiva, verso l'interno è detta invece negativa, mentre l'assenza di inclinazione indica una campanatura neutra.

## Peculiarità
La modifica di tale angolo varia la posizione della ruota rispetto al piano di contatto (superficie stradale) in modo che, in condizioni di trasferimento di carico (ad esempio in presenza di accelerazione laterale durante la percorrenza di una curva), l'inclinazione del mezzo porti il piano di contatto della ruota stessa ad essere quanto più possibile parallelo alla strada, per cui lo pneumatico offra la massima superficie di appoggio in tale situazione, dunque il massimo dell'aderenza.
L'angolo di campanatura deve essere regolato (quando è possibile) in relazione alla velocità di percorrenza delle curve o per essere precisi al rollio della vettura; nelle curve veloci (ad alto rollio) è necessario un angolo di camber molto alto vicino ai 2-3 gradi mentre per quelle lente è meglio diminuirlo per aumentare l'aderenza dell'asse.
Dall'angolo di campanatura dipende anche la corretta usura degli pneumatici ed il comportamento della vettura in curva.